# Antonín Boček (speleolog)
Antonín Boček (15. srpna 1880 Brno – 18. srpna 1955 Brno) byl český učitel, propagátor cizineckého ruchu a speleolog, objevitel Sloupských jeskyní, Punkevních jeskyní a také autor literatury o Moravském krasu.

## Život
Antonín Boček se narodil 15. srpna 1880 v Brně. Po absolvování brněnské reálky v roce 1898 začal pracovat jako bankovní úředník (později pracovník samosprávy). Při příležitosti padesátin byl uváděn jako ředitelský rada Hypoteční a zemědělské banky moravské a stoupenec České strany národně sociální.
Antonín Boček zemřel v Brně 18. srpna 1955 ve věku 75 let.

### Speleologie
Od roku 1907 se stala jeho koníčkem speleologie a Boček se začal věnovat výzkumu jeskyní v Moravském krasu. V rámci Přírodovědeckého klubu v Brně založil Boček spolu s moravským krasovým badatelem Karlem Vítězslavem Absolonem jeskynní sekci, která byla z valné části tvořena amatérskými speleology (jeskyňáři). Byl to Antonín Boček, kdo se podílel na objevu Punkevních jeskyní a Kateřinské jeskyně. Po skončení první světové války se stal Antonín Boček členem představenstva akciové společnosti Moravský kras. Svoje souhrnné práce o Moravském krasu napsal ve 20. letech 20. století a popsal v nich méně známé a do těch dob poněkud opomíjené jižní části Moravského krasu. Během druhé světové války se Boček zapojil do ilegálního výzkumu v krasu. Necelý půl rok po skončení druhé světové války založil v říjnu 1945 v Brně Speleologický klub a stal se jeho předsedou. Antonín Boček se podílel na několika nových výzkumech: Býčí skála; Jedovnický podzemní potok; Mladečský a Hranický kras na severní Moravě. V roce 1948 založil Boček časopis Československý kras a až do roku 1955 byl i jeho hlavním redaktorem.

## Dílo
- BOČEK, Antonín. Moravský Kras: průvodce celým jeho územím a jeho krápníkovými jeskyněmi. Praha: Körber, 1922. 156 stran; 2 l.; Edice: Körbrův průvodce po Moravě; 1.[4][9]

- BOČEK, Antonín. Průvodce Moravským Krasem: popis celého území Krasu na Moravě, hlavně jeskynních bludišť ve Sloupě, Ostrově, u Macochy, u Jedovnic (Rudic), v Josefském a Ochozském údolí. V Praze: Cestovní kancelář Josefa Uhra, 1928. 326 stran; Uhrovy cestovní průvodce.[4][10]

- BOČEK, Antonín. Povrchové krasové zjevy na Třesíně u Mladče (Litovel), in: Československý Kras číslo: 6, ročník: 1953, strany 121 a dále[8]

## Galerie

Místa bádání Antonína Bočka (ilustrační fota)
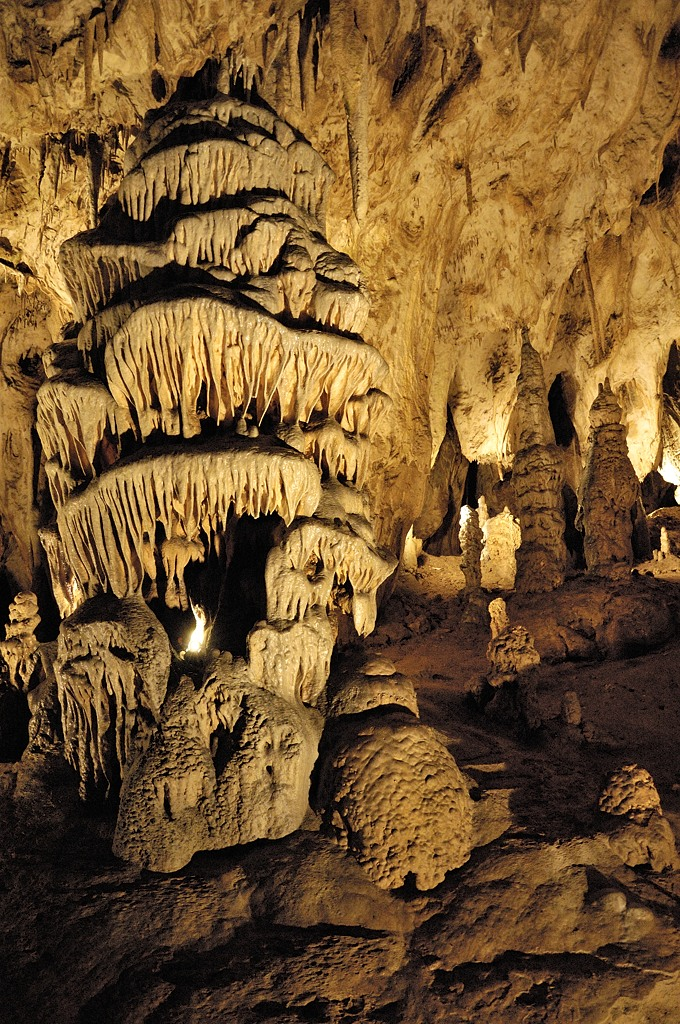
Eliščina síň, Sloupsko-šošůvské jeskyně
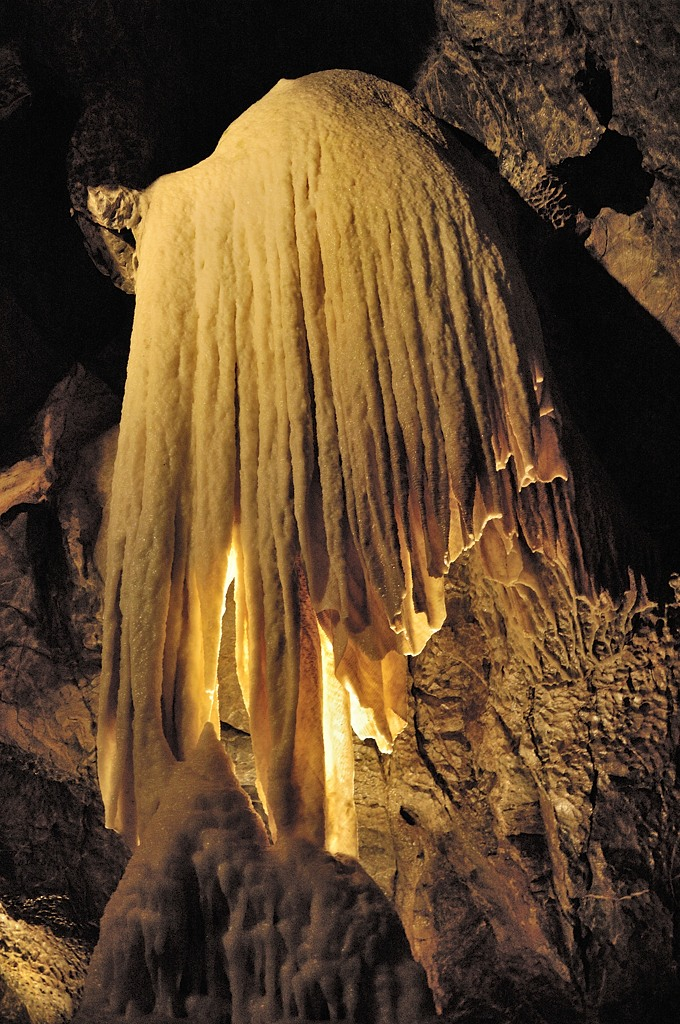
Drapérie, Punkevní jeskyně
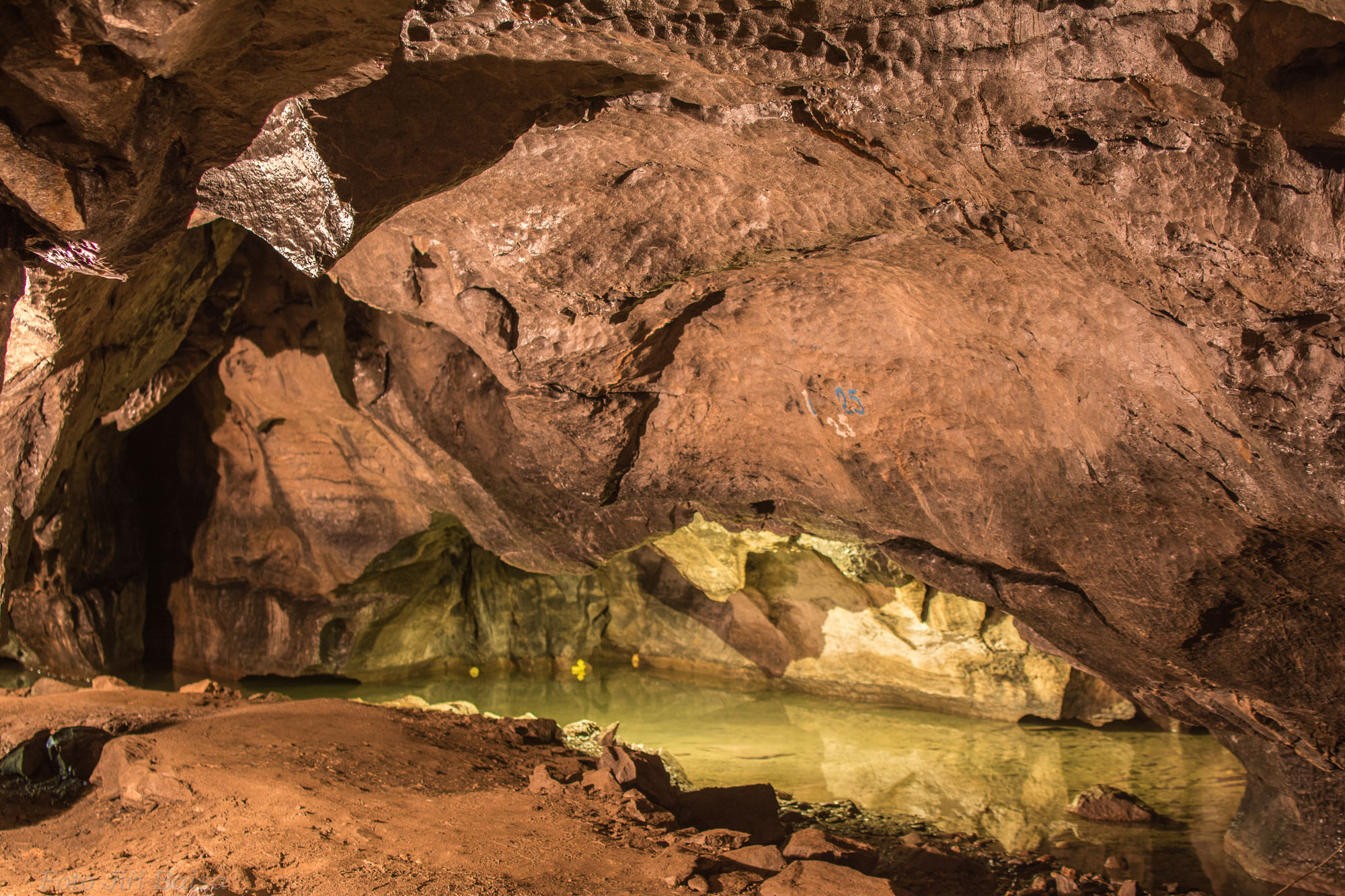
Býčí skála
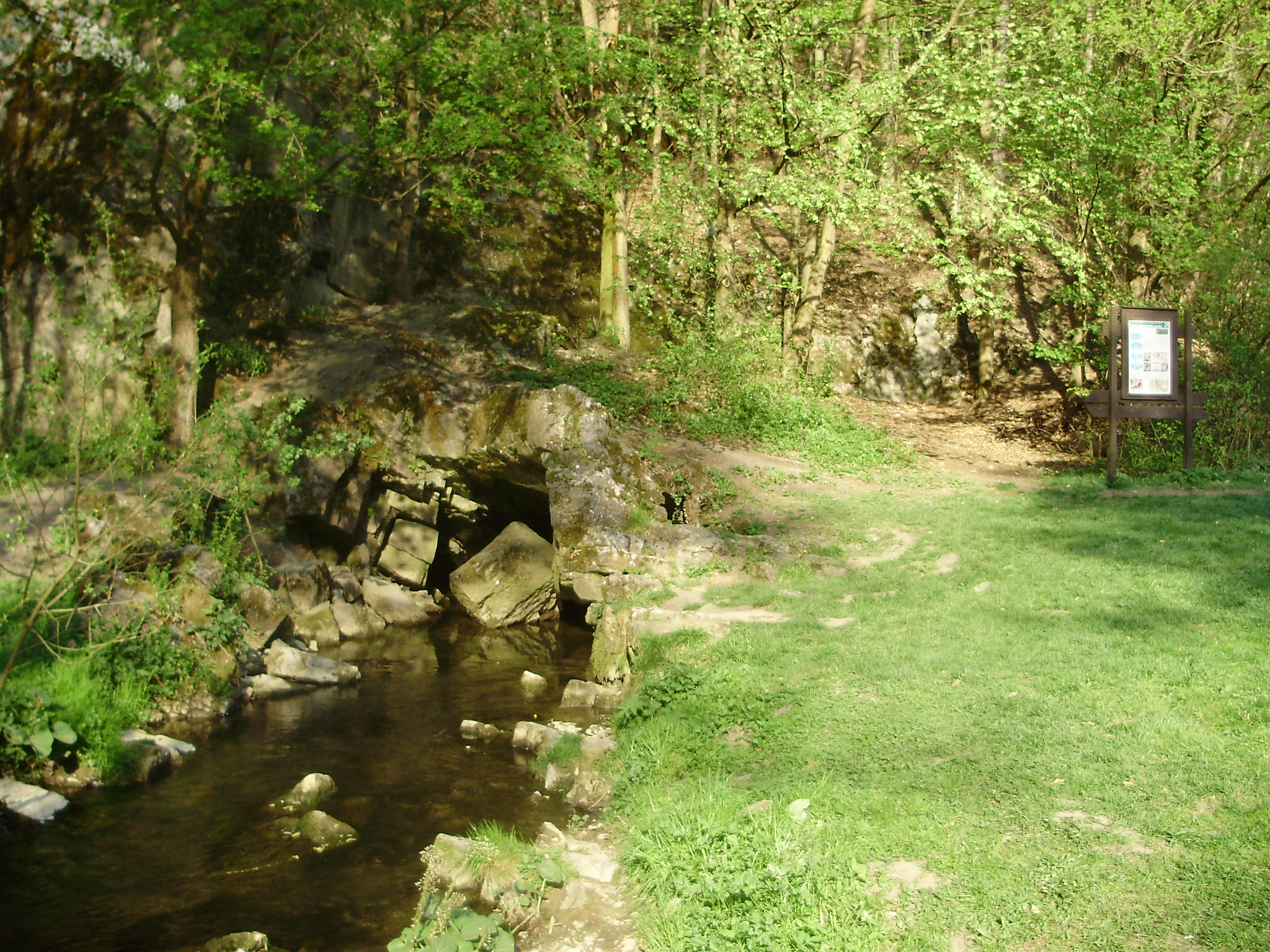
Vývěry Jedovnického potoka
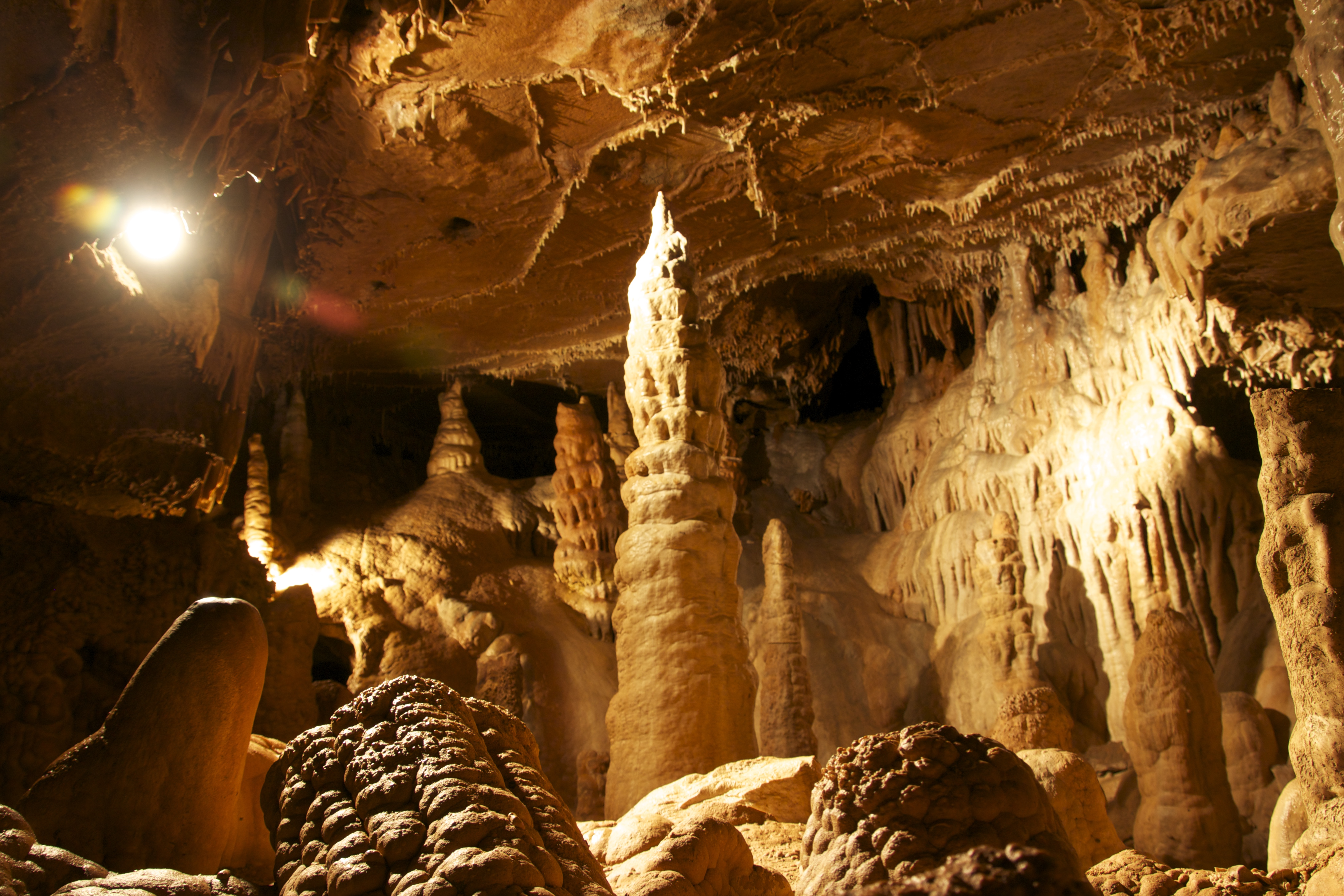
Mladečské jeskyně
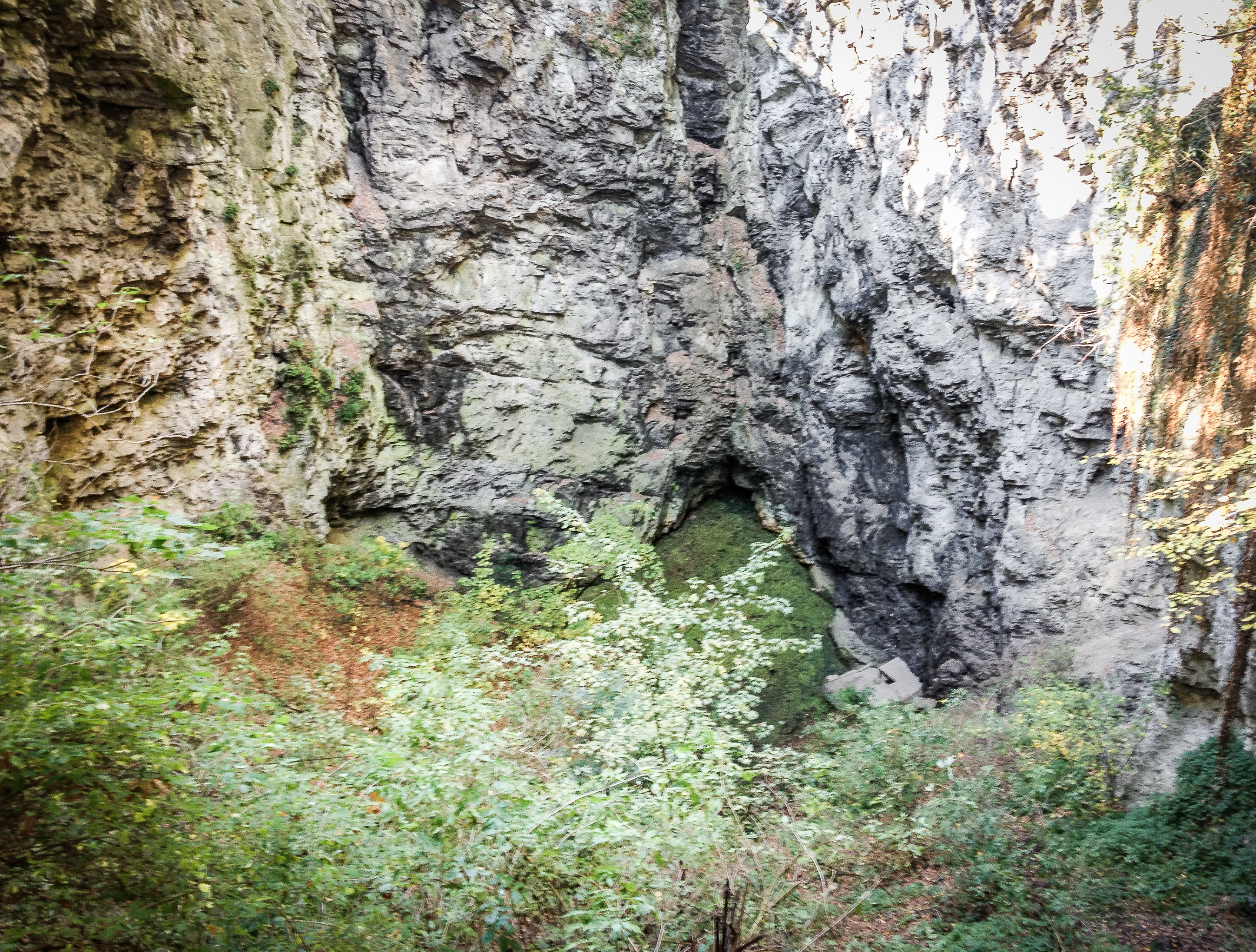
Spodní část hranické propasti s jezírkem